# Michał Owczynnikow
Michał Owczynnikow (ur. 2 czerwca?/15 czerwca 1910 na Dalekim Wschodzie w Wiaziemsku,  zm. 1999 w Moskwie) – radziecki oficer w Wojsku Polskim, generał dywizji prof. dr inż., komendant WAT w latach 1956-1967.

## Młodość
Po ukończeniu technikum budowlanego, studiował na Wydziale Budownictwa Hydrologicznego Politechniki Odeskiej, następnie w Instytucie Budownictwa Komunalnego. Po ukończeniu studiów na kierunku budowy dróg i mostów odbył praktykę, po czym uzyskał aspiranturę. Pracę dydaktyczną i naukową rozpoczął w 1934 w Swierdłowsku. Wykładał konstrukcje kamienne i żelazo-betonowe. W 1935 objął stanowisko docenta w Katedrze Konstrukcji Budowlanych. W 1939 kandydat nauk i docent.

## Przebieg służby
- listopad 1939 - wstępuje ochotniczo do Armii Czerwonej
- przeszkolenie wojskowe w Oficerskiej Szkole Inżynieryjnej, wykładowca w Centrum Wojsk Inżynieryjnych,
- kurs dowódców batalionów inżynieryjno-saperskich na Wyższym Kursie Akademickim w Wojskowej Akademii Inżynieryjnej,
- wykładowca w Oficerskiej Szkole Wojsk Inżynieryjnych (1942 - 1944)
- styczeń 1945 - skierowany do organizującej się Oficerskiej Szkoły Saperów Wojska Polskiego w Przemyślu (kapitan)
- luty 1945 - skierowany do dyspozycji szefa Wojsk Inżynieryjnych 2 Armii Wojska Polskiego
- szef rozpoznania inżynieryjnego-pomocnik szefa sztabu 4 Brygady Saperów (4 BSap), bierze udział w forsowaniu Nysy i w bojach pod Budziszynem,
- po zakończeniu wojny, jako oficer 4 BSap bierze udział w rozminowaniu Przełęczy Dukielskiej,
- 1945-1947 - pomocnik szefa Wydziału Technicznego Departamentu Inżynieryjno-Saperskiego MON,
- 1948-1949 - kierownik sekcji Głównego Inspektoratu Inżynieryjno-Saperskiego,
- 1949-1951 - szef Wydziału i zastępca szefa Oddziału Technicznego sztabu Generalnego WP
- 1950 - skierowany do grupy Organizacyjno - Przygotowawczej WAT (podpułkownik),
- 1951-1954 - szef Oddziału Naukowo -Badawczego WAT,
- 1954-1956 - zastępca komendanta WAT ds. Szkolenia i Nauki,
- sierpień 1956 - awans do stopnia generała brygady
- listopad 1956-1967 - komendant WAT, w 1962 profesor nadzwyczajny, zasługi w rozwoju uczelni, inicjator prac naukowo-badawczych. W 1956 poparł ruch narodowo-społeczny. Polak z wyboru, opanował język polski. Pomagał prześladowanym oficerom, m.in. gen. F. Grabczyńskiemu.
- 1967-1968 - zastępca Głównego Inspektora Szkolenia Bojowego ds. akademii wojskowych i wyższych szkół oficerskich. Złożył dymisję i na własną prośbę w 1968 wyjechał do ZSRR.

## Odznaczenia
- Order Krzyża Grunwaldu III klasy (1945)
- Order Sztandaru Pracy I klasy (1968)
- Krzyż Kawalerski Orderu Odrodzenia Polski (1945)
- Krzyż Oficerski Orderu Odrodzenia Polski (1952)
- Krzyż Komandorski Orderu Odrodzenia Polski (1964)
- Medal za Odrę, Nysę, Bałtyk
- Srebrny Medal „Siły Zbrojne w Służbie Ojczyzny” (1955)
- Brązowy Medal „Za zasługi dla obronności kraju” (1966)
- Srebrny Krzyż Zasługi (1946)
- Złoty Krzyż Zasługi (1947)
- Krzyż Wojenny Czechosłowacki 1939
- Order Wojny Ojczyźnianej I stopnia (1945)
- Medal „Za zwycięstwo nad Niemcami w Wielkiej Wojnie Ojczyźnianej 1941–1945”